# Файзуллозода, Заробиддин
Заробиддин Кудрат Файзуллозода  (тадж. :Файзуллозода Заробиддин Қудрат; род 13 февраля 1965 года, Фархорский район) — государственный служащий, министр индустрии и новых технологий Республики Таджикистан (2019-2020 годы).

## Биография
Заробиддин Файзуллозода родился 13 февраля 1965 года в Фархорском районе Хатлонской области. В 1982 году окончил[прояснить] Ташкентский политехнический институт по специальности «нефть и газ».

## Карьера
Трудовую деятельность начал в 1987 году помощником бурильщика III разряда основного строительства Управления нефтепереработки «Жаркурганнефть», затем до 1997 года работал помощником бурильщика IV разряда, помощником бурильщика V разряда, мастером ПО «Точикнафт», прораб строительного участка «Монолит-3», начальник формовочного цеха производственного кооператива «СН» завода железобетонных конструкций № 3, горный технический инспектор I класса по геологоразведке организаций и нефтегазоперерабатывающей промышленности, начальник межрегиональной технической инспекции геологоразведочных организаций и нефтегазоперерабатывающей промышленности Комитета государственного контроля за безопасностью в промышленности и недропользовании при Правительстве Республики Таджикистан.
С 2000 по 2017 годы работал заместителем председателя и первым заместителем председателя Комитета государственного контроля за безопасностью в промышленности и недропользовании при Правительстве Республики Таджикистан, заместителем министра энергетики, заместителем министра энергетики и промышленности, заместителем министра энергетики и водных ресурсов, первым заместителем министра индустрии и новых технологий Республики Таджикистан и заместитель председателя Согдийской области.
С 2017 по 2019 год работал начальником Главного управления геологии при Правительстве Республики Таджикистан.
В 2019—2020 гг занимал должность министра индустрии и новых технологий Республики Таджикистан .